# Nina Vargová
Nina Vargová (* 9. September 2005) ist eine slowakische Tennisspielerin.

## Karriere
Vargová spielt überwiegend auf Turnieren der ITF Women’s World Tennis Tour, bei denen sie bislang fünf Titel im Einzel und sieben im Doppel gewonnen hat.
2022 erreichte sie bei den French Open im Juniorinneneinzel mit einem 7:5 und 6:3 Sieg über Kaitlin Quevedo das Achtelfinale, wo sie dann Dominika Šalková mit 6:3, 3:6 und 4:6 unterlag. Im Damendoppel unterlag sie mit Partnerin Luca Udvardy bereits in der ersten Runde der Paarung Lucija Ćirić Bagarić und Sofia Costoulas mit 3:6 und 3:6. In Wimbledon unterlag sie im Juniorinneneinzel bereits in der ersten Runde Talia Neilson Gatenby mit 4:6 und 4:6. Im Juniorinnendoppel erreichte sie mit ihrer tschechischen Partnerin Kristýna Tomajková mit Siegen über Talia Neilson Gatenby und Mingge Xu sowie Chelsea Fontenel und Johanne Svendsen das Viertelfinale, wo die beiden dann gegen Kayla Cross und Victoria Mboko mit 6:1, 5:7 und [11:13] verloren. Bei den US Open erreichte sie im Juniorinneneinzel mit einem 6:0 und 7:65Sieg über Mia Slama die zweite Runde, wo sie dann gegen Alexandra Eala mit 2:6 und 3:6 verlor. Im Juniorinnendoppel erreichte sie an der Seite von Renáta Jamrichová mit einem 6:72 und 3:6 Sieg über Tatum Evans und Kaitlin Quevedo das Achtelfinale, das die beiden dann aber mit 3:6 und 5:7 gegen Lucie Havlíčková und Diana Schneider verloren. Bei den mit 60.000 US-Dollar dotierten J&T Banka Slovak Open erhielt sie eine Wildcard und erreichte mit einem Aufgabesieg bei 4:0 gegen Alexandra Cadanțu-Ignatik die zweite Runde, wo sie gegen Barbora Palicová mit 1:6 und 2:6 verlor.
2023 startete sie bei den Australian Open, wo sie an Nummer acht gesetzt im Juniorinneneinzel mit Siegen über Kristiana Sidorowa und Madeleine Jessup das Achtelfinale erreichte, wo sie dann gegen Sayaka Ishii mit 3:6 und 1:6 verlor. Im Juniorinnendoppel verlor sie an der Seite von Irina Balus gegen Renáta Jamrichová und Federica Urgesi mit 2:6 und 0:6 verloren. Ende Februar trat sie bei den Empire Women’s Indoor I zusammen mit Partnerin Ela Pláteníková im Doppel an, wo die beiden mit einem 7:5 und 6:3 Sieg gegen Brooklyn Olson und Adriana Tkachenko das Viertelfinale erreichten, das sie dann gegen die topgesetzten Greet Minnen und Yanina Wickmayer mit 0:6 und 1:6 verloren. Beim darauf folgenden Empire Women’s Indoor II erhielten die beiden dann abermals eine Wildcard, scheiterten aber bereits in der ersten Runde gegen Alexandra Eala und Justina Mikulskytė mit 1:6 und 0:6.

## Turniersiege

### Einzel
| Nr. | Datum             | Turnier  | Kategorie | Belag             | Finalgegnerin       | Ergebnis      |
| --- | ----------------- | -------- | --------- | ----------------- | ------------------- | ------------- |
| 1.  | 14. Januar 2024   | Monastir | ITF W15   | Hartplatz         | Milana Schabrailowa | 6:1, 6:1      |
| 2.  | 17. März 2024     | Iraklio  | ITF W15   | Sand              | Sofia Milatová      | 6:3, 6:3      |
| 3.  | 28. April 2024    | Hammamet | ITF W35   | Sand              | Marie Benoît        | 6:3, 2:6, 6:2 |
| 4.  | 1. September 2024 | Brașov   | ITF W35   | Sand              | Oana Gavrilă        | 6:0, 7:65     |
| 5.  | 6. Oktober 2024   | Trnava   | ITF W15   | Hartplatz (Halle) | Amelia Rajecki      | 6:1, 3:6, 6:3 |

### Doppel
| Nr. | Datum              | Turnier  | Kategorie | Belag             | Partnerin        | Finalgegnerinnen                    | Ergebnis         |
| --- | ------------------ | -------- | --------- | ----------------- | ---------------- | ----------------------------------- | ---------------- |
| 1.  | 20. Mai 2023       | Antalya  | ITF W15   | Sand              | Anika Jašková    | Doğa Türkmen Amelie Van Impe        | 6:2, 6:1         |
| 2.  | 27. Januar 2024    | Monastir | ITF W35   | Hartplatz         | Katarína Kužmová | Madeleine Brooks Katy Dunne         | 6:4, 6:3         |
| 3.  | 16. März 2024      | Iraklio  | ITF W15   | Sand              | Lucie Nguyen Tan | Laura Mair Sapfo Sakellaridi        | 4:6, 6:4 [11:9]  |
| 4.  | 29. Juni 2024      | Klosters | ITF W35   | Sand              | Jenny Dürst      | Katharina Hobgarski Antonia Schmidt | 6:2, 4:6, [10:8] |
| 5.  | 13. Juli 2024      | Buzău    | ITF W35   | Sand              | Laura Hietaranta | Briana Szabó Patricia Maria Țig     | 6:3, 6:4         |
| 6.  | 31. August 2024    | Brașov   | ITF W35   | Sand              | Xenija Laskutowa | Maryna Kolb Nadija Kolb             | 6:3, 6:4         |
| 7.  | 28. September 2024 | Trnava   | ITF W15   | Hartplatz (Halle) | Katarína Kužmová | Ivana Šebestová Radka Zelníčková    | 7:5, 4:6, [10:6] |